# Magnus Blomstedt
Johan Abraham Magnus Blomstedt, född 1 februari 1859 i Stockholm, död 30 maj 1946 i Engelbrekts församling i Stockholm, var en svensk militär. Han var bror till Carl Otto Blomstedt.

## Biografi
Blomstedt blev underlöjtnant 1877, löjtnant vid generalstaben 1885, major 1896, överste 1903. Han blev därefter chef för Andra livgrenadjärregementet 1905, generalmajor på reservstat 1916 och i reserven 1924. Åren 1893–1898 var Blomstedt lärare vid Krigshögskolan och 1900–1905 chef för Lantförsvarsdepartementets kommandoexpedition. Han invaldes som ledamot av andra klassen av Krigsvetenskapsakademien 1899 och av första klassen 1917. Han blev riddare av Svärdsorden 1898 och kommendör av första klassen av Svärdsorden 1910. Blomstedt är begravd på Norra begravningsplatsen utanför Stockholm.